# Namalycastis abiuma
Namalycastis abiuma är en ringmaskart som först beskrevs av Grube 1871.  Namalycastis abiuma ingår i släktet Namalycastis och familjen Nereididae. Inga underarter finns listade i Catalogue of Life.